# La Luz (nordöstra Dolores Hidalgo kommun)
La Luz är en ort i Mexiko.   Den ligger i kommunen Dolores Hidalgo och delstaten Guanajuato, i den centrala delen av landet, 260 km nordväst om huvudstaden Mexico City. La Luz ligger 2 001 meter över havet och antalet invånare är 251.
Terrängen runt La Luz är en högslätt. Runt La Luz är det ganska tätbefolkat, med 52 invånare per kvadratkilometer. Närmaste större samhälle är Lourdes, 1,9 km öster om La Luz. Trakten runt La Luz består till största delen av jordbruksmark.